# 第5太平洋横断ケーブルネットワーク
第5太平洋横断ケーブルネットワーク (英語: Trans-Pacific Cable 5 Cable Network、略称TPC-5CN) は日本、グアム、ハワイとアメリカ本土を結ぶ海底遠距離通信ケーブルシステムである。
上陸地点は以下の通りである。
- 神奈川県二宮町
- オレゴン州クーズ郡バンドン
- カリフォルニア州サンルイスオビスポ郡サンルイスオビスポ
- ハワイ州オアフ島、ワイアナエ、ケアワウラ/ヨコハマビーチ
- グアム、タムニン、タモン、タモン湾
- 宮崎県宮崎市

伝送容量は5Gbit/s、総ケーブル長は22,500kmである。1996年12月31日に運用を開始した。